# Beni Amrane
Beni Amrane è un comune dell'Algeria, situato nella provincia di Boumerdès.